# Hondón de los Frailes
Hondón de los Frailes (em castelhano e oficialmente) ou el Fondó dels Frares (em valenciano) é um município da Espanha na província de Alicante, Comunidade Valenciana. Tem 12,55 km² de área e em 2021 tinha 1 299 habitantes (densidade: 103,5 hab./km²).

## Demografia
| Variação demográfica do município entre 1991 e 2004 | Variação demográfica do município entre 1991 e 2004 | Variação demográfica do município entre 1991 e 2004 | Variação demográfica do município entre 1991 e 2004 |
| --------------------------------------------------- | --------------------------------------------------- | --------------------------------------------------- | --------------------------------------------------- |
| 1991                                                | 1996                                                | 2001                                                | 2004                                                |
| 548                                                 | 550                                                 | 622                                                 | 883                                                 |